# Harrison's Flowers
Pour plus de détails, voir Fiche technique et Distribution.
Harrison's Flowers (en français Les Fleurs d'Harrison) est un film de guerre d'Élie Chouraqui réalisé en 2000, avec Andie MacDowell (Sarah Lloyd), Elias Koteas (Yeager Pollack), Brendan Gleeson (Marc Stevenson), Adrien Brody (Kyle Morris), David Strathairn (Harrison Lloyd).
Il est basé sur le livre de la romancière française Isabel Ellsen intitulé Le Diable a l'avantage paru en 1995 aux éditions NiL.
Il y a une erreur factuelle dans ce film : le personnage joué par Adrien Brody dit que les Croates sont orthodoxes et que les Serbes sont catholiques, sans qu'il soit contredit. 

## Synopsis
Harrison est un reporter porté disparu pendant la guerre de Croatie. Quand Sarah, sa femme, l'apprend, elle part immédiatement à sa recherche. Elle croise Kyle sur sa route, qui s'était disputé avec Harrison avant son départ et ils progressent ensemble jusqu'au cœur de la bataille de Vukovar.

## Fiche technique
- Musique : Bruno Coulais
- Direction artistique : Martin Martinec
- Décors : Giantito Burchiellaro
- Costumes : Mimi Lempicka
- Photographie : Nicola Pecorini
- Montage : Emmanuelle Castro et Jacques Witta
- Production : Élie Chouraqui et Albert Cohen
- Sociétés de distribution : Universal Pictures, Studiocanal, Lionsgate Film
- Budget : 8 000 000 $
- Format : couleur
- Langue : anglais, français, croate

## Distribution

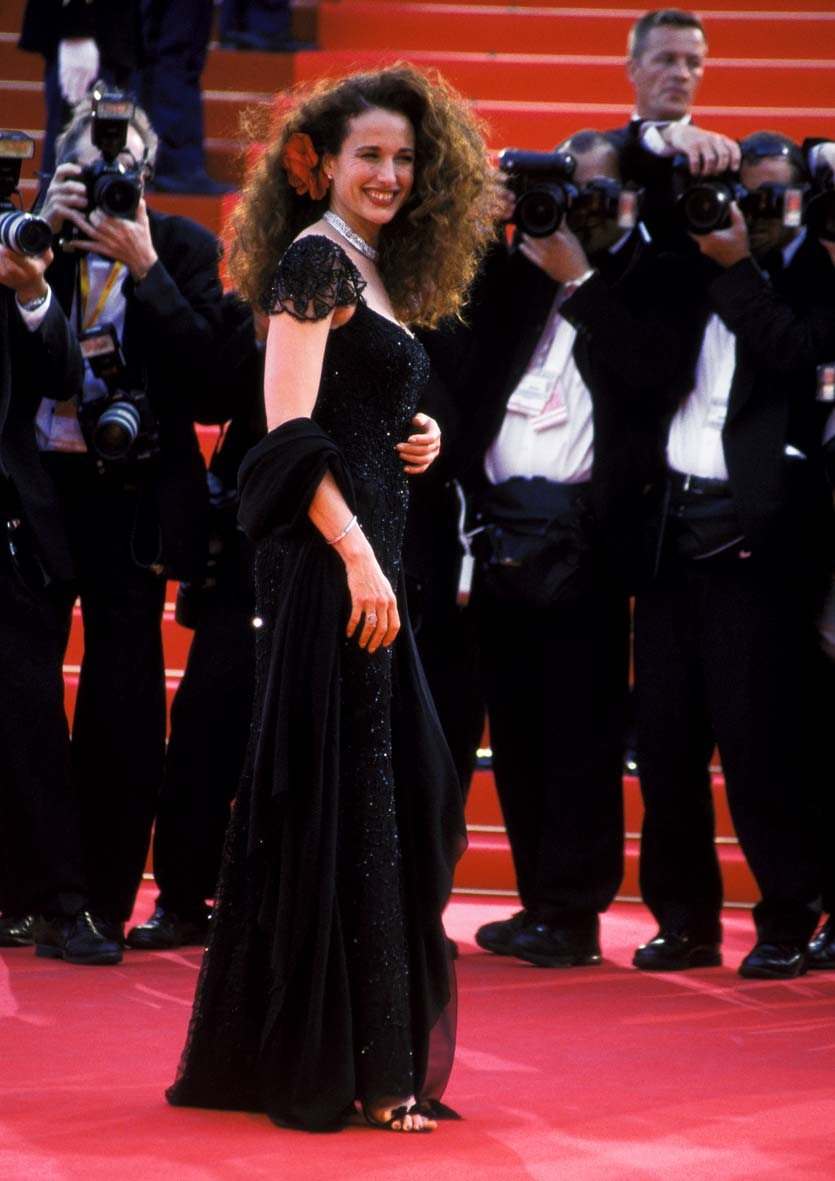
L'actrice principale Andie MacDowell au Festival de Cannes 2001.

- Andie MacDowell (VF : Rafaèle Moutier) : Sarah Lloyd
- Elias Koteas (VF : Jérôme Keen) : Yeager Pollack
- Brendan Gleeson (VF : Bernard-Pierre Donnadieu) : Marc Stevenson
- Adrien Brody (VF : Franck Capillery) : Kyle Morris
- David Strathairn (VF : Bernard Alane) : Harrison Lloyd
- Alun Armstrong (VF : Vincent Grass) : : Samuel Brubeck
- Caroline Goodall : Johanna Pollack
- Diane Baker : Mary Francis
- Quinn Shephard : Margaux Lloyd
- Marie Trintignant : Cathy
- Gerard Butler : Chris Kumac
- Christian Charmetant : Jeff